# Bataille du Sud-Shanxi
Guerre sino-japonaise (1937-1945),
Seconde Guerre mondiale
Batailles
Seconde Guerre mondiale : batailles de la Guerre sino-japonaise
- Incident du pont Marco-Polo
- Shanghai
- Taiyuan
- Xinkou
- Pingxingguan
- Taierzhuang
- Xuzhou
- Nankin
  - bataille
  - massacre
- lac Khassan
- Wuhan
- Nanchang
- Khalkhin Gol
- Suixian-Zaoyang
- Changsha (1re)
- Guangxi
- Henan
- Zaoyang-Yichang
- Cent Régiments
- Shanggao
- Sud-Shanxi
- Changsha (2e)
- Pacification du Mandchoukouo
- Changsha (3e)
- Hubei
- Changde
- Ichi-Go
- Changsha (4e)
- Guilin-Liuzhou
- Reconquête chinoise

Guerre du Pacifique
Front d'Europe de l'ouest
Front d'Europe de l'est
Campagnes d'Afrique, du Moyen-Orient et de Méditerranée
Bataille de l'Atlantique
Théâtre américain
La bataille du Sud-Shanxi opposa en 1941 l'Armée nationale révolutionnaire chinoise et l'Armée impériale japonaise pendant la guerre sino-japonaise.
Avec la bataille de Shanggao, cet affrontement faisait partie d'un plan japonais pour réduire les poches de résistance des troupes nationalistes chinoises. Les Japonais réalisèrent une offensive contre les troupes nationalistes, qui menaçait leurs lignes dans le nord de la Chine et protégeaient, depuis les montagnes, des voies de communications vers le Shaanxi et Xi'An.
S'ils avaient échoué à Shanggao, les Japonais parvinrent ici à leurs objectifs. Les troupes chinoises, bien que supérieures en nombre, furent battues, du fait notamment des frappes du Service aérien de l'Armée impériale japonaise. Les troupes du Guomindang durent abandonner leurs bases montagneuses et perdirent le contrôle de plusieurs voies de communication.

## Ordre de bataille des forces chinoises
- 5e groupe d'armée sous le commandement du général Tseng Wan-chung[2]
  - 3e corps d'armée sous le commandement du général Tang Huai-yuan
    - 7e division d'infanterie
    - 12e division d'infanterie

  - 80e corps d'armée sous le commandement du général Kung Ling-hsun
    - 165e division d'infanterie
    - 27e nouvelle division d'infanterie
- 14e groupe d'armée sous le commandement du général Liu Mao-en
  - 15e corps d'armée
    - 64e division d'infanterie
    - 65e division d'infanterie

  - 98e corps d'armée 
    - 42e division d'infanterie
    - 169e division d'infanterie
- Corps indépendants
  - 9e corps d'armée sous le commandement du général Pei Chang-hui
    - 47e division d'infanterie
    - 54e division d'infanterie
    - 24e nouvelle division d'infanterie

  - 17e corps d'armée sous le commandement du général Kao Kuei-tze
    - 84e division d'infanterie
    - 2e nouvelle division d'infanterie

  - 43e corps d'armée sous le commandement du général Chjao Shih-ling
    - 70e division d'infanterie
    - 47e nouvelle division d'infanterie

  - 14e corps d'armée sous le commandement du général Chen Tieh
    - 85e division d'infanterie
    - 94e division d'infanterie

  - 93e corps d'armée sous le commandement du général Liu Kan
    - 10e division d'infanterie

## Ordre de bataille des forces de l'armée impériale japonaise
- Armée du Front Nord de la Chine sous le commandement du général  Hayao Tada[3]
  - 21e division d'infanterie sous le commandement du général Hisakazu Tanaka
    - 62e régiment d'infanterie
    - 82e régiment d'infanterie
    - 83e régiment d'infanterie

  - 33e division d'infanterie sous le commandement du général Shozo Sakurai
    - 213e régiment d'infanterie
    - 214e régiment d'infanterie
    - 215e régiment d'infanterie

  - 35e division d'infanterie sous le commandement du général Kumakichi Harada
    - 219e régiment d'infanterie
    - 220e régiment d'infanterie
    - 221e régiment d'infanterie

  - 4e brigade de cavalerie
- 1er corps d'armée sous le commandement du général Yoshio Shinozuka 
  - 36e division d'infanterie sous le commandement du général Iseki Mitsuru
    - 222e régiment d'infanterie
    - 223e régiment d'infanterie
    - 224e régiment d'infanterie

  - 37e division d'infanterie sous le commandement du général Adachi Hatazo
    - 225e régiment d'infanterie
    - 226e régiment d'infanterie
    - 227e régiment d'infanterie

  - 41e division d'infanterie sous le commandement du général Shimizu Noritsune
    - 237e régiment d'infanterie
    - 238e régiment d'infanterie
    - 239e régiment d'infanterie

  - 9e brigade d'infanterie indépendante sous le commandement du général Kenkichi Ikenoue
    - 37e bataillon d'infanterie
    - 38e bataillon d'infanterie
    - 39e bataillon d'infanterie
    - 40e bataillon d'infanterie

  - 16e brigade d'infanterie indépendante sous le commandement du général Heiji Wakamatsu
- Forces aériennes
  - 1er Hikodan
    - 90e Sentai 
      - Kawasaki Ki-48
      - Mitsubishi Ki-30

    - 10e I F Chutai 
      - Nakajima Ki-27

    - 1er Reconnaissance Chutai / 15th Sentai

  - 3e Hikodan
    - 32e Sentai 
      - Unité de bombardiers légers

    - 44e Sentai 
      - Mitsubishi Ki-51

    - 83e Sentai 
      - Unité de reconnaissance aérienne